# John Johnson Daniels
John Johnson Daniels, född 11 oktober 1862 i Dalarna, död 15 januari 1957 i Chicago, USA, var en svensk-amerikansk pastor och sångtextförfattare.
Daniels flyttade med sina föräldrar till USA 1868 där han genomgick Erik August Skogsberghs bibelskola. Efter avslutad utbildning blev han pastor inom Svenska Missionsförbundet i USA.

## Psalmer och visor
- Min kära hustru